# Erik Lönnroth (universitetsrektor)
Erik Johannes Lönnroth, född 2 augusti 1883 i Borgå, död 23 december 1971 i Helsingfors, var en finländsk skogsforskare och akademisk ledare. Han var gift med Elsa Sillman-Lönnroth.
Lönnroth blev agronomie- och forstdoktor 1927. Han var 1928–1953 professor i skogstaxation vid Helsingfors universitet, universitetets prorektor 1945–1950 och rektor 1950–1953. Han arbetade för förverkligandet av universitetets nybyggnadsprogram och särskilt för byggandet av det så kallade Forsthuset, som stod färdigt 1939 enligt ritningar av Jussi Paatela.
Lönnroths forskning gällde främst skogens tillväxt och struktur samt skogsmätning, på vilka områden han bidrog till utvecklingen av såväl en teoretisk begreppsapparat som empiriska forskningsmetoder.